# Avangard Omsk
Pour les articles homonymes, voir Avangard.
Le HK Avangard Omsk (en russe : Авангард Омск) est un club professionnel de hockey sur glace russe. Il évolue dans la KHL.

## Histoire
L'Avangard (retranslittération en français du mot « avant-garde » transcrit en russe), a été fondé en 1950 sous le nom de Spartak Omsk.
Il a pour logo un épervier stylisé.
Renommé Aeroflot Omsk en 1962, puis Caoutchouc Omsk en 1967, Khimik Omsk en 1972 et Chinnik Omsk en 1974, le club a pris son nom actuel en 1981.
En 2004, l'équipe remporte son premier titre de champion de Russie.
En 2005, l'Avangard remporte la Coupe des champions contre le Kärpät Oulu de Finlande. L'équipe gagne la première édition de la nouvelle appellation de la compétition.
Effectif vainqueur de la Coupe d'Europe des clubs champions 2005
| Coupe d'Europe des clubs champions 2005 | Gardiens : Maksim Sokolov, Norm Maracle Défenseurs : Sergueï Goussev, Nikita Nikitine, Aleksandr Gouskov, Dmitri Riabykine, Iouri Panov, Alekseï Bondarev, Oleg Tverdovski, Nikita Nikitine Attaquants : Dmitri Zatonski, Aleksandr Perejoguine, Anton Kourianov, Aleksandr Popov, Jaroslav Bednar, Ievgueni Tchatseï, Aleksandr Prokopiev, Maxim Souchinski, Dmitri Soubbotine, Andreï Nazarov, Andreï Kovalenko, Jaromír Jágr, Aliakseï Kalioujny Entraîneur : Valeri Belooussov, Assistants : Ievgueni Chastine, Sergueï Grigorkine |

En 2008, le club intègre la Ligue continentale de hockey, une nouvelle compétition en Eurasie. Il signe alors une affiliation avec le Zaouralye Kourgan de la Vyschaïa Liga pour qu'il devienne son club-école. L'entraîneur-chef, Sergueï Gersonski ayant été congédié le 16 septembre à la suite du mauvais début de saison de l'équipe, il est remplacé par Wayne Fleming.
L'équipe appartient aujourd'hui à Roman Abramovitch.

## Palmarès
Compétitions internationales
- Coupe d'Europe des clubs champions :
  - 2005.

Compétitions nationales
- Coupe Gagarine :
  - 2021.

- Superliga :
  - 2004.

- Championnat d'URSS D2 :
  - 1973, 1978.

### Omskie Iastreby (MHL)
- Coupe Kharlamov :
  - 2012, 2013.

## Logo

L'Avangard Omsk dans la KHL
De 2008 à 2012.
De 2012 à 2013.
De 2013 à 2018.
Depuis 2018.

## Saisons après saisons
Note : PJ : parties jouées, V : victoires, VP : victoires en prolongation ou en fusillade, D : défaites, N : matchs nuls, DP : défaite en prolongation, DP : défaite en prolongation ou en fusillade, Pts : Points, BP : buts pour, BC : buts contre.

### Saisons en KHL
| Saison    | PJ | V  | VP | VTB | D  | DP | DTB | BP  | BC  | Pts | Classement | Séries éliminatoires |
| --------- | -- | -- | -- | --- | -- | -- | --- | --- | --- | --- | ---------- | --- |
| 2008-2009 | 56 | 19 | 2  | 6   | 24 | 4  | 1   | 161 | 164 | 78  | 16e/24     | Salavat Ioulaïev Oufa 3-1 (huitième-finale) Ak Bars Kazan 3-2 (Quart-finale)                                                                                |
| 2009-2010 | 56 | 24 | 2  | 2   | 18 | 4  | 6   | 152 | 128 | 90  | 11e/24     | Neftekhimik Nijnekamsk 3-0 (huitième-finale) |
| 2010-2011 | 54 | 31 | 9  | 2   | 9  | 1  | 2   | 176 | 120 | 118 | 1er/24     | Neftekhimik Nijnekamsk 4-3 (huitième-finale) Metallourg Magnitogorsk 4-3 (quart de finale)                                                                  |
| 2011-2012 | 54 | 26 | 0  | 5   | 18 | 1  | 4   | 133 | 115 | 93  | 5e/24      | Amour Khabarovsk 4-0 (huitième-finale) Metallourg Magnitogorsk 4-1 (quart de finale) Traktor Tcheliabinsk 4-1 (demi-finale) OHK Dinamo 4-3 (finale)         |
| 2012-2013 | 52 | 26 | 6  | 3   | 11 | 2  | 4   | 149 | 121 | 102 | 3e/26      | Sibir Novossibirsk 4-3 (huitième-finale) Traktor Tcheliabinsk 4-1 (quart de finale)                                                                         |
| 2013-2014 | 54 | 17 | 1  | 5   | 25 | 2  | 4   | 136 | 162 | 69  | 20e/28     | Non qualifié |
| 2014-2015 | 60 | 30 | 2  | 3   | 17 | 6  | 2   | 172 | 139 | 108 | 8e/28      | Barys 4-3 (huitième-finale) Ak Bars Kazan 4-1 (quart de finale)                                                                                             |
| 2015-2016 | 60 | 27 | 1  | 5   | 14 | 5  | 8   | 156 | 120 | 106 | 5e/28      | Neftekhimik Nijnekamsk 4-0 (huitième-finale) Salavat Ioulaïev Oufa 4-3 (quart de finale)                                                                    |
| 2016-2017 | 60 | 30 | 3  | 5   | 19 | 2  | 1   | 156 | 127 | 109 | 6e/29      | Admiral Vladivostok 4-2 (huitième-finale) Ak Bars Kazan 4-2 (quart de finale)                                                                               |
| 2017-2018 | 56 | 22 | 4  | 3   | 19 | 5  | 3   | 146 | 116 | 88  | 12e/27     | Salavat Ioulaïev Oufa 4-3 (huitième de finale) |
| 2018-2019 | 62 | 29 | 4  | 6   | 18 | 5  | 0   | 177 | 133 | 83  | 7e/25      | Ak Bars Kazan 4-0 (huitième-finale) Barys 4-1 (quart de finale) Salavat Ioulaïev Oufa 4-2 (demi-finale) HK CSKA Moscou 4-0 (finale)                         |
| 2019-2020 | 62 | 30 | 1  | 6   | 16 | 6  | 3   | 163 | 120 | 83  | 6e/24      | Salavat Ioulaïev Oufa 4-2 (huitième de finale) |
| 2020-2021 | 60 | 33 | 3  | 0   | 12 | 7  | 5   | 180 | 134 | 84  | 4e/23      | Avtomobilist Iekaterinbourg 4-1 (huitième-finale) Metallourg Magnitogorsk 4-2 (quart de finale) Ak Bars Kazan 4-3 (demi-finale) HK CSKA Moscou 4-2 (finale) |
| 2021-2022 | 47 | 24 | 3  | 1   | 17 | 1  | 1   | 137 | 104 | 58  | 10e/24     | Ak Bars Kazan 4-2 (huitième-finale) Metallourg Magnitogorsk 4-3 (quart de finale)                                                                           |
| 2022-2023 | 68 | 27 | 8  | 4   | 21 | 5  | 3   | 188 | 164 | 86  | 8e/22      | Sibir Novossibirsk 4-1 (huitième de finale) Metallourg Magnitogorsk 4-0 (quart de finale) Ak Bars Kazan 1-4 (demi-finale)                                   |
| 2023-2024 | 68 | 31 | 9  | 3   | 19 | 5  | 1   | 211 | 181 | 92  | 7e/23      | Lada Togliatti 4-1 (huitième de finale) Lokomotiv Iaroslavl 3-4 (quart de finale)                                                                           |
| 2024-2025 | 68 | 31 | 7  | 3   | 22 | 3  | 2   | 205 | 168 | 87  | 8e/23      | Metallourg Magnitogorsk 4-2 (huitième de finale) Lokomotiv Iaroslavl 3-4 (quart de finale)                                                                  |